# Talisia
Talisia är ett släkte av kinesträdsväxter. Talisia ingår i familjen kinesträdsväxter.

## Dottertaxa tillTalisia, i alfabetisk ordning[1]
- Talisia acutifolia
- Talisia angustifolia
- Talisia bullata
- Talisia carinata
- Talisia caudata
- Talisia cerasina
- Talisia chartacea
- Talisia clathrata
- Talisia coriacea
- Talisia croatii
- Talisia cupularis
- Talisia dasyclada
- Talisia douradensis
- Talisia equatoriensis
- Talisia esculenta
- Talisia eximia
- Talisia firma
- Talisia floresii
- Talisia furfuracea
- Talisia ghilleana
- Talisia granulosa
- Talisia guianensis
- Talisia hemidasya
- Talisia hexaphylla
- Talisia japurensis
- Talisia laevigata
- Talisia lanata
- Talisia longifolia
- Talisia macrophylla
- Talisia marleneana
- Talisia megaphylla
- Talisia microphylla
- Talisia mollis
- Talisia morii
- Talisia nervosa
- Talisia obovata
- Talisia oedipoda
- Talisia pachycarpa
- Talisia parviflora
- Talisia pilosula
- Talisia pinnata
- Talisia praealta
- Talisia prancei
- Talisia princeps
- Talisia retusa
- Talisia setigera
- Talisia simaboides
- Talisia squarrosa
- Talisia stricta
- Talisia subalbens
- Talisia sylvatica
- Talisia velutina
- Talisia veraluciana